# Island of Blood
Island of Blood, också känd som Scared Alive eller Whodunit?, är en amerikansk skräckfilm från 1982 i regi av William T. Naud med filmmusik komponerad av Joel Goldsmith. I huvudrollerna syns bland andra Marie-Alise Recasner, Rick Dean och Ron Gardner. 

## Handling
En grupp unga och ambitiösa skådespelare bjuds in till en obebodd ö i Stilla havet, för vad de tror är en helt vanlig filminspelning. Men så fort de anlänt till ön börjar medlemmarna i gruppen mördas en efter en av en mystisk gestalt. Vem är det som ligger bakom morden?

## Om filmen
Island of Blood är löst baserad på Agatha Christies roman Och så var de bara en från 1939. Filmen spelades mestadels in i Los Angeles, Kalifornien.

## Rollista
| Roll            | Skådespelare         | Noter                          |
| --------------- | -------------------- | ------------------------------ |
| Donna           | Marie-Alise Recasner |                                |
| Jim             | Rick Dean            |                                |
| Franklin Phlem  | Ron Gardner          |                                |
| Steve Faith     | Terence Goodman      | Krediterad som "Terry Goodman" |
| Rick            | Richard Helm         |                                |
| Lyn             | Jeanine Marie        |                                |
| Bert            | Jared McVay          | Krediterad som "Red McVay"     |
| Taylor          | G. Rockett Phillips  | Krediterad som "Gary Phillips" |
| John            | Jim Piper            |                                |
| Mayor           | Michael Stroka       |                                |
| Betty "BJ" Jean | Bari Suber           |                                |
| Phil            | Steven Tash          |                                |
| Poliskonstapel  | Jimmy Williams       | Krediterad som "Jim Williams"  |

## Utgåvor
Filmen gavs ut på Blu-ray i region 0 av Vinegar syndrome den 27 oktober 2020.